# Антония ла Негра
Антония Родригес Морено, по-известна като Антония ла Негра (на испански: Antonia La Negra), е испанска гитана кантаора и баилаора (танцьорка на фламенко) от цигански произход. Тя е съпруга на баилаора Хуан Монтоя, майка на певицата Лоле Монтоя от дуета „Лоле и Мануел“ и баба на певицата Алба Молина.

## Биография
Родена е през 1936 г. в град Оран, Френски Алжир. Нейните родители са родени в Испания, майка ѝ – в град Херес де ла Фронтера, а баща ѝ – в Севилия. Родителите ѝ емигрират във Френски Алжир. По-късно тя се премества със семейството си в Танжер, Испанско Мароко, научавайки се да говори свободно арабски език.
Някъде между 10 и 12-годишна възраст се премества със семейството си в родния квартал на баща си Триана в Севиля. На 16-годишна възраст се омъжва за братовчед си баилар Хуан Монтоя. След известно време, заедно със своите зет и племенница на име Кармелила през 70-те години на XX век, формира групата La Familia Montoya, която успешно представя най-интимните и спонтанни аспекти на фламенкото. Нейното изкуство е отразено в Triana (1976), En familia (1978), Macama jonda (1983), El ángel (1993) и Un gitano de ley (1997). Тя участва в две аудиовизуални срещи на върха на фламенкото – El ángel и Rito y geografía del cante, и е сред основните фигури на cante jondo, отличавайки таланта си в palos като фламенко танго и булерия. Умира на 7 март 2018 г. на 82-годишна възраст в град Севиля, Испания.